# Don Danubio, personaje influyente
Don Danubio, personage influyente és una sèrie d'historietes creada per Martz Schmidt per al setmanari "El DDT" el 1951.

## Trajectòria editorial
Don Danubio, personatge influyente va aparèixer al primer número de "El DDT contra les penes", publicat per Editorial Bruguera al maig de 1951.
En 1970 va ser reeditada per la mateixa Bruguera a "Gran Pulgarcito".

## Argument
Don Danubio, personage influyente només té un personatge recurrent, el propi Don Danubio. L'investigador Juan Antonio Ramírez l'inclou a l'apartat de Marginats, al costat d'altres personatges de l'editorial com Carpanta (1947), Gordito Relleno (1948), Currito Farola, er niño e la bola (1951), Morfeo Pérez (1952), Agamenón (1961), Rompetechos (1964) i Pitagorín (1966), caracteritzats per un alt grau d'estranyament respecte al seu entorn.
El seu protagonista és un home de maneres anacròniques, que vesteix frac i porta barba, Barret de copa alta i bastó. De caràcter impetuoso i parla altisonant, les seves aventures acaben indefectiblemente deixant-lo en ridícul.